# 374 TCN
374 TCN là một năm trong lịch La Mã.

## Mất
- Evagoras, vua của thành Salamis (bị ám sát)